# Sojoez TM-20
Sojoez TM-20 (Russisch: Союз ТМ-20) was de twintigste Russische expeditie naar het ruimtestation Mir en maakte deel uit van het Sojoez-programma.

## Bemanning
(Tussen haakjes staat het aantal ruimtevluchten dat die astronaut gevlogen heeft na Sojoez TM-20)

### Gelanceerd
- Aleksandr Viktorenko (4)  Rusland
- Jelena Kondakova (1)  Rusland
- Ulf Merbold (3) - ESA  Duitsland

### Geland
- Aleksandr Viktorenko (4)  Rusland
- Jelena Kondakova (1)  Rusland
- Valeri Poljakov (2)  Rusland

TM-1 ·
TM-2 ·
TM-3 ·
TM-4 ·
TM-5 ·
TM-6 ·
TM-7 ·
TM-8 ·
TM-9 ·
TM-10 ·
TM-11 ·
TM-12 ·
TM-13 ·
TM-14 ·
TM-15 ·
TM-16 ·
TM-17 ·
TM-18 ·
TM-19 ·
TM-20 ·
TM-21 ·
TM-22 ·
TM-23 ·
TM-24 ·
TM-25 ·
TM-26 ·
TM-27 ·
TM-28 ·
TM-29 ·
TM-30 ·
TM-31 ·
TM-32 ·
TM-33 ·
TM-34